# Резня в Алумиме
Резня в Алумиме (ивр. הטבח בעלומים‎) — массовые убийства, произошедшие на праздник Симхат Тора 7 октября 2023 года в рамках внезапного нападения на Израиль. Около 30 террористов, членов ХАМАС, штурмовали кибуц Алумим, расположенный недалеко от северной части сектора Газа, в целях резни жителей кибуца и захвата заложников. Дежурный отряд кибуца боролся с нападавшими и сумел их остановить, но террористы убили 16 иностранных рабочих из Таиланда и Непала и похитили 8 в Газу. Также в ходе битвы один из защитников был убит. Большая часть террористов была успешно ликвидирована.

## Предыстория
Вторжение террористов из группировки ХАМАС в Израиль произошло 7 октября 2023 года, в день праздника Симхат Тора, когда они проникли в близлежащие израильские населённые пункты и на военные объекты. Вторжение началось ранним утром 7 октября с запуска по Израилю из сектора Газы от 2,5 до 5 тыс. ракет и проникновения более 2500 боевиков с земли, моря и по воздуху на израильскую территорию, включая приграничные кибуцы и город Сдерот. Не менее 1300 израильтян были убиты (включая сотни участников музыкального фестиваля). Гражданские лица и солдаты были взяты в заложники, совершены массовые убийства гражданских лиц Израиля, имели место случаи сексуального насилия в отношении израильских женщин.

## Ход битвы
Около 6:30 утра начались сигналы тревоги и отголоски взрывов батарей-перехватчиков «Железного купола», расположенных для защиты района.
Когда Рафи Бабиан, сотрудник службы безопасности регионального совета Сдот-Негев, житель Алумима, осознал, что количество пусков больше обычного, он отправился в штаб-квартиру совета, чтобы активировать центр экстренной помощи. Когда он подошёл к перекрёстку Реим, его предупредили, что на перекрёстке находятся террористы, а через некоторое время он узнал, что террористы приближаются к воротам кибуца Алумим. В 6:45 уже были подняты по тревоге все 12 человек из дежурного отряда кибуца, а в 7:00 террористы подошли к воротам кибуца. Когда они не смогли их открыть, так как они были закрыты из-за соблюдения Шаббата, то они на мотоцикле прорвались через задние ворота, затем изнутри добрались до центральных ворот кибуца и открыли их, но после перестрелки один из террористов был ранен.
Позже террористы проникли в район проживания иностранных рабочих, в южной части кибуца. Дежурный отряд открыл по ним огонь. Террористы проникли в дома иностранных рабочих из Непала и Таиланда, убили 16 из них и похитили 8 в Газу. После этого террористы продолжили путь в доильный зал кибуца, сожгли силос, пробили пулями контейнеры с молоком и устроили там хаос.
В 9:00 около 30 террористов забаррикадировались в сквере кибуца, дежурный отряд вступил с ними в перестрелку и сумел ликвидировать двоих, в том числе командира отряда.
Перестрелка продолжалась до момента прибытия в 12:00 сил подразделений «Масада» и «Яхалом», оказавших помощь в окончательной ликвидации террористов. В 12:30 десятки террористов прибыли в район упаковочного цеха кибуца, столкнувшись с отрядом десантников, и боевой вертолёт убил большинство из них. В понедельник членов кибуца эвакуировали в Нетанию.
Документ ХАМАС, изъятый после нападения, содержал чёткие инструкции для нападавших, в ходе оккупации кибуца Алумин, убивать мирных жителей и брать заложников.

## Память
7 ноября 2023 года по всему Израилю был объявлен «День гражданского траура».